# Vrăjitoarele din Anaga

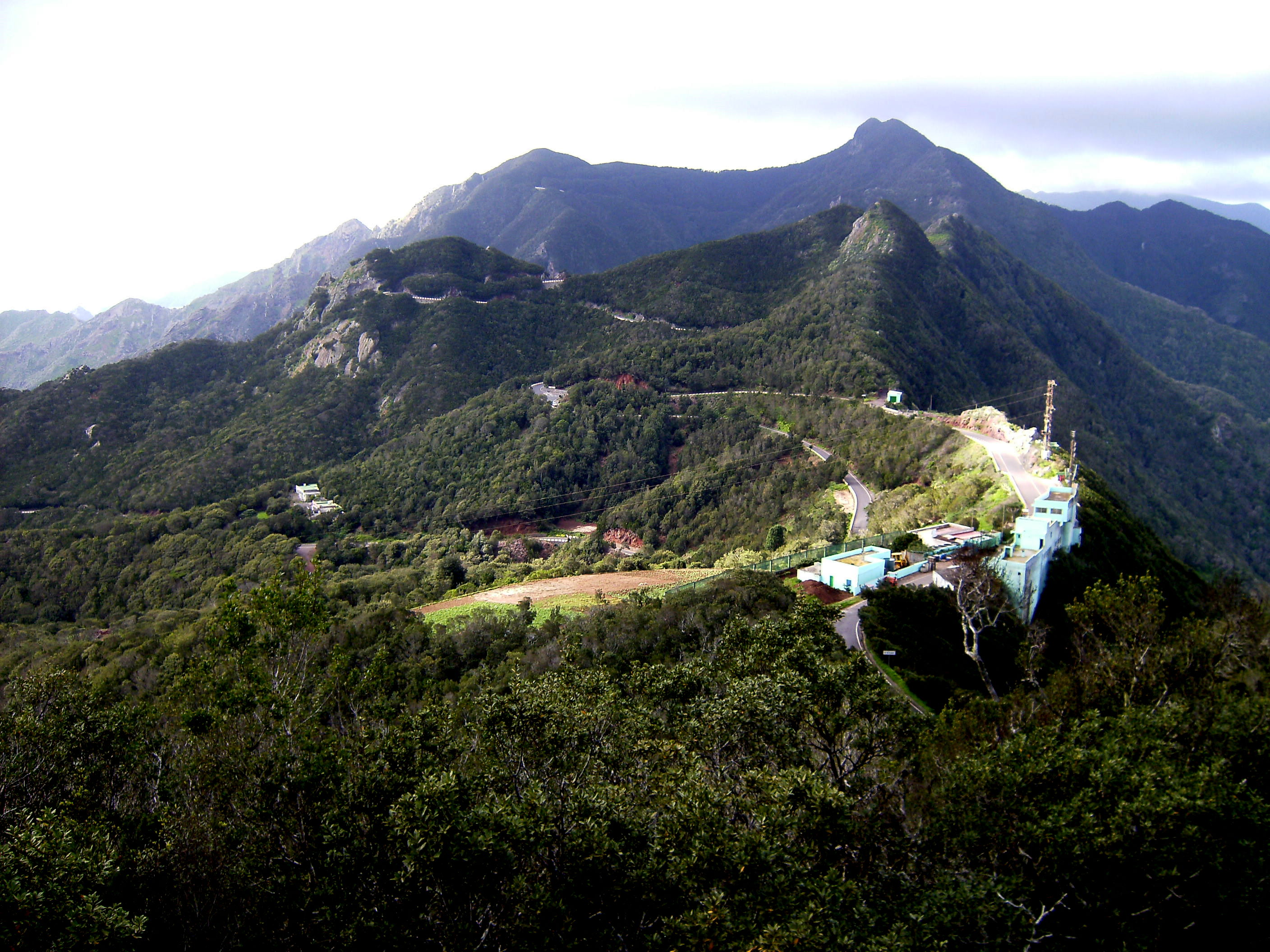
El Bailadero, Macizo de Anaga. În acest loc au avut loc cuiburi, conform credinței populare.

Vrăjitoarele din Anaga, potrivit credintei populare în Insulele Canare, au fost cuiburi vrajitoarele au fost dedicate pentru o zonă muntoasă de nord-est a insulei de Tenerife, apel Macizo de Anaga (Spania).  
Conform legendei aici vrajitoare dansând în jurul unui foc de tabara, de unde și numele de domeniu "El Bailadero". După cuiburi de aceste vrajitoare vin la coasta de înot gol. De-a lungul timpului, influența a povestilor cu vampiri din Europa de Est a condus la mitul Insulele Canare vrăjitoarelor supt include apariția de sânge, fiind astfel mai vrajitoare-vampir care a supt sângele în timp ce adormită nou-născuți în pătuțurile lor.
Se crede că această legendă își are originea în anumite ritualuri păgâne legate de fertilitate și a culturilor sărbătoresc vechi băștinașii de pe insula, numita Guanșii. Mai tarziu, Biserica Catolică și credintei populare ar identifica aceste ritualuri să se închine diavolului.